# 上陶夫基兴
上陶夫基兴是德国巴伐利亚州的一个市镇。总面积31.64平方公里，总人口2441人，其中男性1240人，女性1201人（2011年12月31日），人口密度77人/平方公里。